# Jimeta
Jimeta este un oraș din statul Adamawa, Nigeria. În 2007, Jimeta avea o populație de 73.080 de locuitori.